# Коммунистическая партия Индии
Коммунистическая партия Индии (КПИ) (хинди भारतीय कम्युनिस्ट पार्टी, Бхаратия комьюнист парти) — индийская коммунистическая партия. Основана 17 октября 1920 года в Ташкенте в среде индийских эмигрантов, а 26 декабря 1925 года воссоздана на основе индийских коммунистических групп. В настоящее время КПИ входит в состав Левого фронта, правящего в штатах Западная Бенгалия и Трипура, а также Левого демократического фронта, правящего в штате Керала. Перешла в оппозицию возглавляемому Индийским национальным конгрессом правительству Объединённого прогрессивного альянса, обвиняя его в проведении в стране неолиберальных реформ.
На федеральном уровне КПИ имеет 2 места в Раджья сабхе. На парламентских выборах 2014 года КПИ набрала 0,8 % голосов и получила 1 мандат в Лок Сабхе.

## История

### Индия и Коминтерн
После Октябрьской революции 1917 года в России индийские революционеры увидели в Советской России своего союзника в борьбе с британским колониализмом. Контакты между индийскими эмигрантами-революционерами и советской властью, которые стали устанавливаться еще в 1918 году, способствовали проникновению в среду национал-революционеров марксистской идеологии. Члены делегации Индийской революционной ассоциации и «Временного правительства Индии» в Кабуле Баракатулла, М. П. Т. Ачарья и Абдур Раб, побывавшие весной 1919 г. в Москве и принятые В. И. Лениным, провели в Советской России нескольких месяцев. Баракатулла написал на фарси брошюру «Большевизм и мусульманские народы» (Ташкент, 1919 г.), вскоре переведенную и на другие восточные языки.
Баракатулла предлагал советскому правительству заключить с новым афганским эмиром Амануллой-ханом военный союз «против английского господства в Индии». По его мнению, к Афганистану должны были присоединиться приграничные пуштунские племена, и «тогда революция в Индии станет неизбежной».
Планы Баракатуллы и других индийских националистов, очевидно, оказали большое влияние на наркома по военным и морским делам Л. Троцкого, который в своем письме в ЦК РКП(б) от 5 августа 1919 г. писал: «Дорога на Индию может оказаться для нас в данный момент более проходимой и более короткой, чем дорога в Советскую Венгрию» и предлагал революционную базу на Урале и в Туркестане для подготовки наступления через Афганистан на Индию.
Ачарья и Абдур Раб, возвратившиеся в Кабул в конце 1919 года, сыграли значительную роль в прибытии на территорию советского Туркестана нескольких групп индийцев, находившихся в это время в Афганистане. По призыву Всеиндийского халифатского комитета в начале 1920 года большие группы участников халифатского движения, в основном националистически настроенная мусульманская молодежь, стали переходить индо-афганскую границу, чтобы затем пробраться в Турцию и принять участие в вооруженной борьбе против стран Антанты за сохранение прерогатив османского султана-халифа. В результате агитации, которую вели среди них члены кабульской подпольной революционной ассоциации, в первую очередь Ачарья и Абдур Раб, в течение 1920 года советско-афганскую границу перешли три группы общей численностью около 200 человек. Примерно половина из них вскоре возвратилась в Индию, часть была отправлена через Закавказье в Турцию, а около 30 человек остались в Ташкенте, что дало возможность Ачарье и Абдур Рабу создать Ташкентское отделение Индийской революционной ассоциации. Ачарья как её представитель принимал участие летом 1920 года в работе Второго конгресса Коминтерна. Как представитель Мексиканской коммунистической партии на этот конгресс прибыл также индийский революционер Манабендра Рой, также прибыл представитель Индийского революционного комитета в Берлине Абани Мукерджи.
После окончания работы конгресса Рой прибыл в Ташкент. Здесь он принял деятельное участие в основании 17 октября 1920 года Коммунистической партии Индии. Первоначально в неё вошло всего лишь 10 человек, однако в течение 1921 года организация увеличилась за счет бывших активистов халифатского движения. Весной 1921 года они образовали индийскую группу в основанном в том же году при Коминтерне Коммунистическом университете трудящихся Востока.
Летом 1922 года недоучившихся студентов индийской секции Коммунистического университета трудящихся Востока отправили в распоряжение инструктора Туркестанского бюро Коминтерна Н. Гольдберга, который разработал план их переброски в Калькутту. В ноябре 1922 года первая группа из 4 человек достигла Читрала, но власти княжества передали их британцам. Затем такая же участь постигла вторую группу из 3 человек. В апреле-мае 1923 года в  Пешаваре над ними состоялся «Процесс о московско-ташкентском заговоре».

### Первые коммунистические группы в колониальной Индии

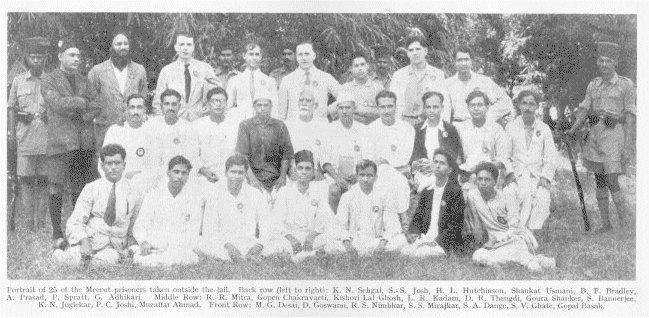
Фото 25 заключённых по делу «заговора в Мератхе» 1929 года, когда группу левых профсоюзных деятелей, организовавших железнодорожную забастовку, обвинили в якобы имевшем место с 1921 года заговоре с целью образования секции Коминтерна. На деле же распространению коммунистических идей способствовали подобные судебные процессы. Шрипад Амрит Данге (третий справа в нижнем ряду) впоследствии станет председателем КПИ.

В 1920-е годы коммунистические группы появились в самой Индии. В 1924 г. в Канпуре прошел первый процесс коммунистов, на котором к тюремному заключению были приговорены руководители марксистских групп Ш. Данге, Музаф-фар Ахмад, Ш. Усмани и другие. Их обвиняли в том, что они являлись «большевистскими агентами».
В сентябре 1924 г. канпурский журналист Сатья Бхакта объявил о создании легальной Индийской коммунистической партии, не связанной с Коминтерном. В Канпуре с 28 по 30 декабря 1925 г. была проведена под председательством мадрасского коммуниста М. Сингаравеллу Четтиара первая конференция индийских коммунистов, на которой было принято решение об образовании Коммунистической партии Индии с центром в Бомбее. В избранный Центральный Исполком, секретарями которого стали Дж. Бегерхотта и С. В. Гхате, вошли представители всех основных коммунистических групп в Индии.
Внутри компартии развернулась борьба по вопросу ее отношений с Коминтерном. Сатья Бхакта выступал за то, чтобы партия не устанавливала каких-либо связей с Коминтерном. Но на второй конференции компартии, происходившей в Калькутте в 1926 г., эта точка зрения не была поддержана большинством делегатов, и Сатья Бхакта, выйдя из партии, основал Национальную коммунистическую партию Индии.
Находившаяся в эмиграции группа индийских коммунистов во главе с М. Н. Роем стала с 1924 г. действовать как Заграничное бюро КПИ, что было отражено в Уставе партии, принятом на третьей конференции в 1927 г. в Бомбее.
В 1920-х — начале 1930-х годов действия партии слабо координировались на национальном уровне, и она, фактически, представляла собой несколько разрозненных региональных групп. Во многом это было следствием того, что при британских колониалистах партия была вынуждена работать в подполье.
Лишь в 1935 году КПИ стала членом Коминтерна. В соответствии с генеральной линией Коминтерна, КПИ сблизилась с левым крылом ИНК. 23 июля 1942 года, во время Второй мировой войны, деятельность КПИ была разрешена. КПИ взяла под свой контроль Всеиндийский конгресс профсоюзов.

### Коммунистическая партия в независимой Индии

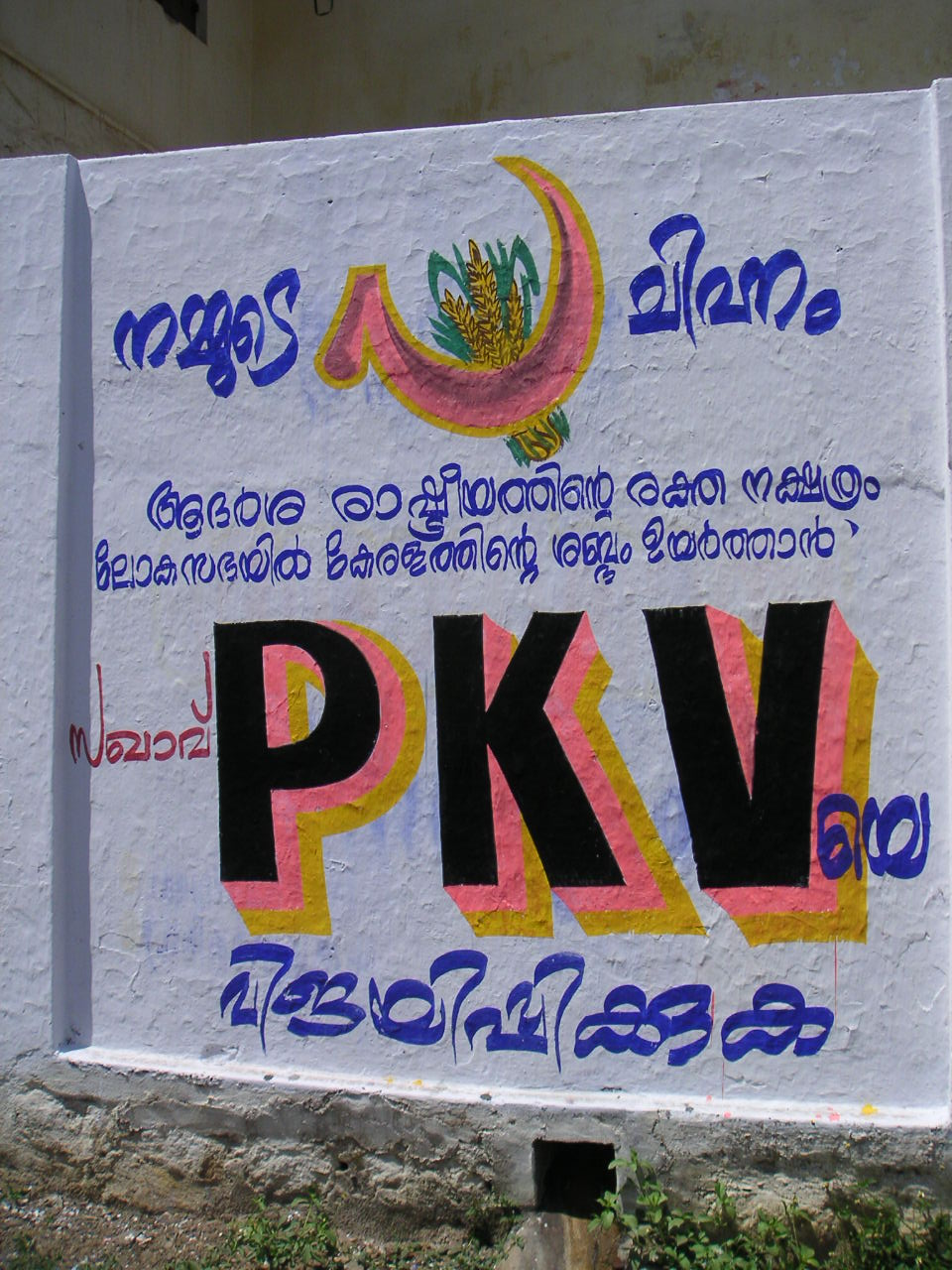
Предвыборный плакат КПИ. 2004 год

После обретения Индией независимости в 1947 году КПИ возглавила вооружённые восстания против глав бывших полунезависимых княжеств, отказывавшихся передавать власть федеральному правительству; крупнейшее из таких восстаний произошло в Телангане (исторической области в современном штате Андхра-Прадеш). Там коммунистам удалось создать народное ополчение и контролировать территорию с населением 3 млн чел. В итоге восстание было подавлено федеральными властями, а КПИ отказалась от тактики вооружённой борьбы. В дальнейшем КПИ действовала в рамках парламентской демократии.
В 1951 году на всеиндийской конференции была принята программа партии, ориентировавшая её на поддержку «прогрессивных преобразований в интересах народа» правительства независимой Индии во главе с социалистом Джавахарлалом Неру: хотя целью КПИ и дальше объявлялось построение социалистического общества, однако эта задача откладывалась на будущее, пока в стране не будут искоренены пережитки колониализма и феодализма. Тогда же генеральным секретарём КПИ был избран Аджой Кумар Гхош.
КПИ успешно выступила на федеральных выборах 1957 году, заняв второе место после ИНК. В том же году партия одержала победу на выборах в ассамблею Кералы и сформировала правительство штата во главе с первым министром Э. М. Ш. Намбудирипадом. Это был первый случай в истории Индии, когда правительство какого-либо штата было сформировано не ИНК. Однако реализовать программу социальных реформ ему не дало центральное правительство, в 1959 году отправившее его в отставку.

### После раскола с КПИ(М)
В 1962 году в КПИ произошёл раскол по поводу отношения к индо-китайскому вооружённому конфликту. Просоветская фракция заняла сторону индийского правительства, в то время как прокитайская поддерживала КНР, как социалистическое государство, вступившее в конфликт с капиталистическим (Индией). Лидеры прокитайской фракции подвергались преследованиям. В итоге, в ноябре 1964 года КПИ раскололась — отколовшаяся фракция получила название «Коммунистическая партия Индии (марксистская)».
В 1970—1977 годах КПИ сблизилась с ИНК, в частности, эти две партии сформировали коалиционное правительство в Керале. КПИ (в отличие от «прокитайской» КПИ(М)) активно поддерживало национально-освободительное движение в Восточном Пакистане (нынешняя Бангладеш) и войну Индии с Пакистаном в 1971 году. КПИ была единственной партией (кроме ИНК), поддержавшей объявление Индирой Ганди чрезвычайного положения в 1975—1977 годах.
Отмена чрезвычайного положения в 1977 году и последовавшее поражение ИНК на парламентских выборах ознаменовали начало нового периода в истории КПИ — с тех пор партия переориентировалась на сотрудничество в левых коалициях с КПИ(М), в том числе в правящем в штате Керала Левом демократическом фронте. При этом ей пришлось смириться с ролью «младшего партнёра», которую она играет в возглавляемых КПИ(М) альянсах. Причём если распад СССР и восточного блока не отразился на положении КПИ(М), влияние просоветской КПИ понесло серьёзный урон.
С 1984 года процент голосов, полученный КПИ на выборах, неуклонно падал вплоть до 2009 года (тогда он возрос до 1,43 % — однако в силу специфики индийской избирательной системы представительство партии, наоборот, сократилось с 10 до 4 депутатов). В 1996—1998 годах и КПИ, и КПИ(М) были в числе 14 левых и центристских партий, приведших к власти коалиционные правительства Объединённого фронта.

## Съезды Коммунистической партии Индии

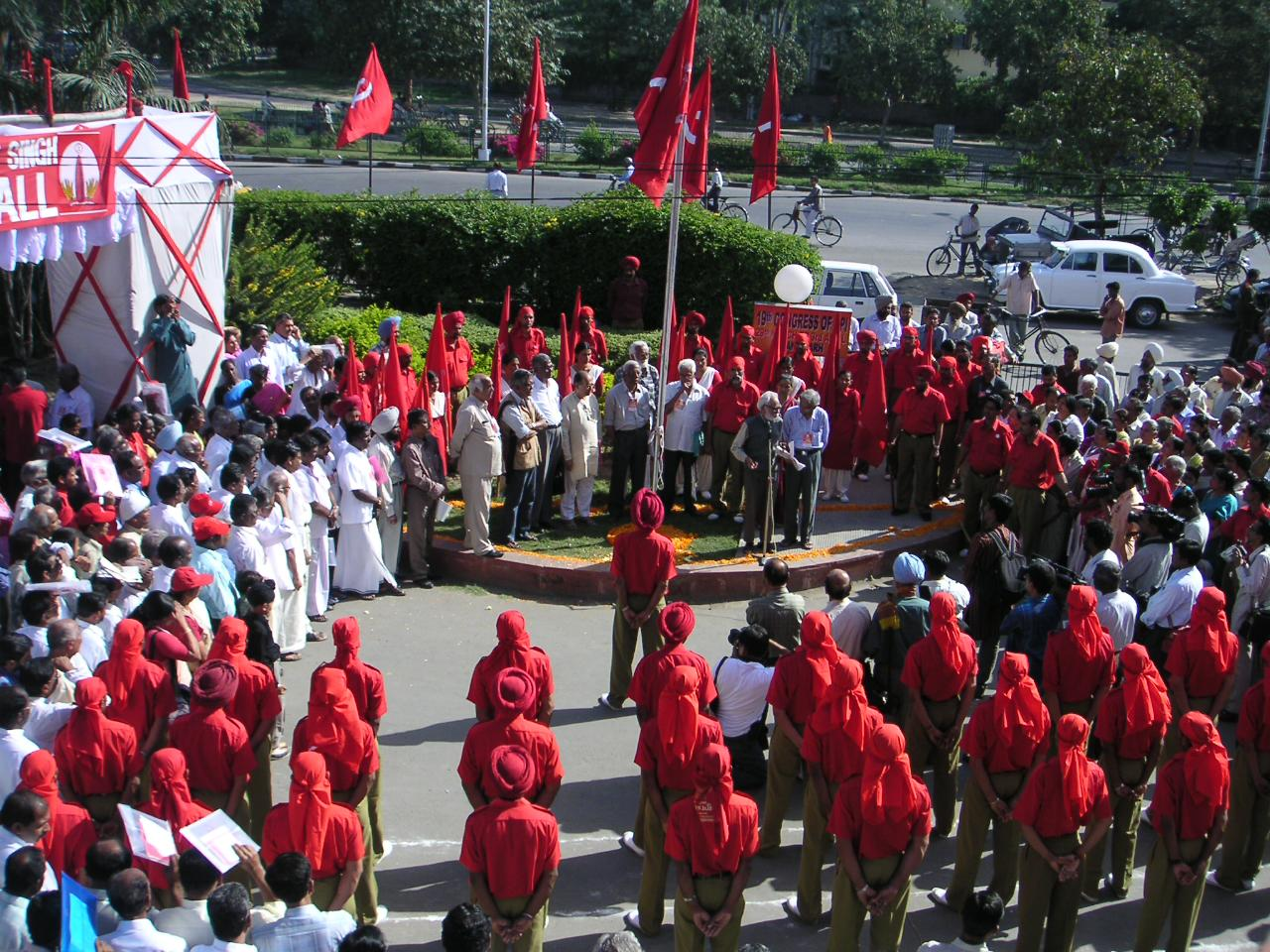
Открытие 19-го съезда КПИ 2005 года в Чандигархе

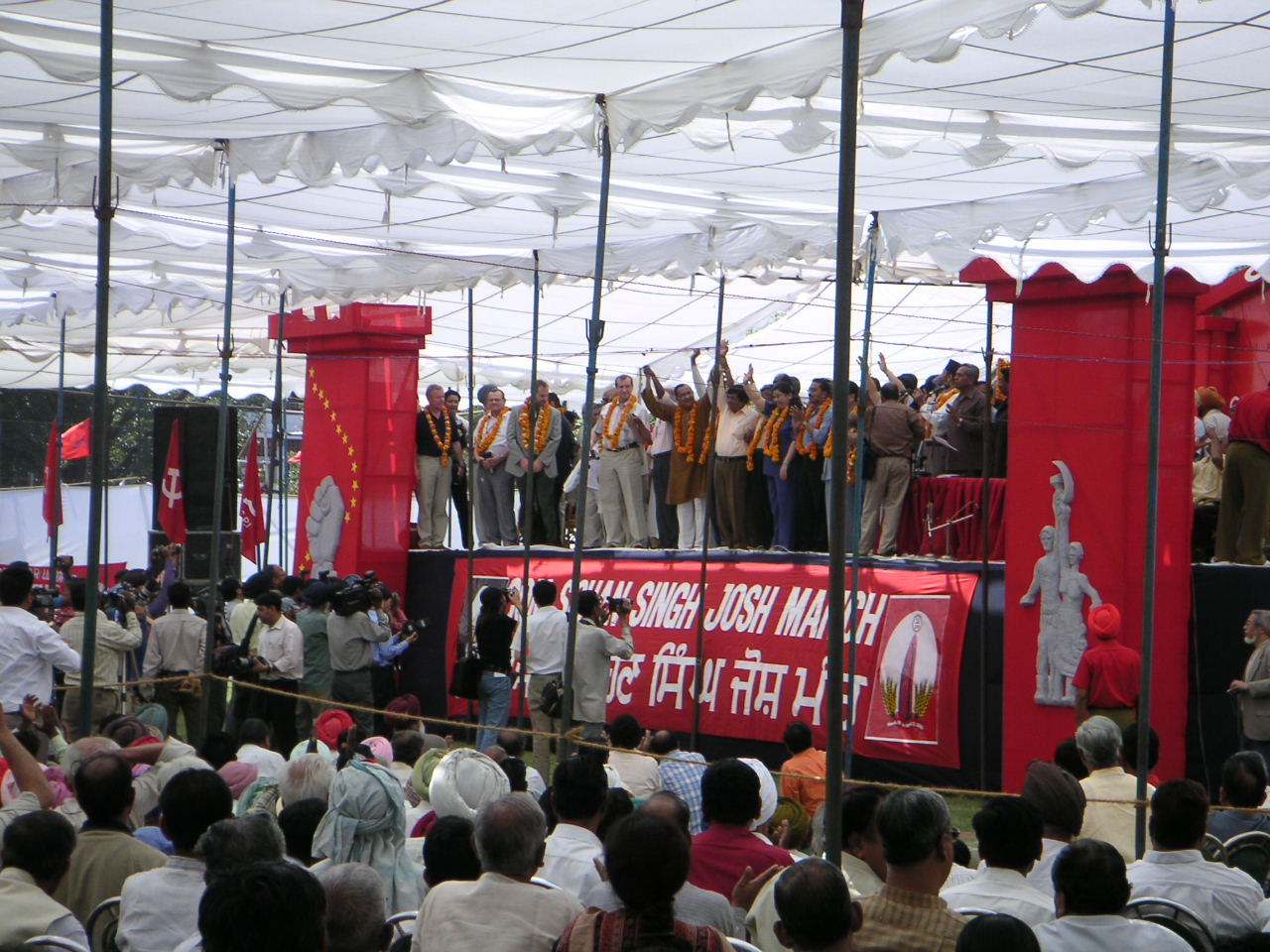
Представление иностранных делегатов на открытой сессии 19-го съезда КПИ

- 1-й съезд — май 1943, Бомбей;
- 2-й съезд[англ.] — февраль — март 1948, Калькутта;
- 3-й съезд — 27 декабря 1953 — 4 января 1954, Мадураи;
- 4-й съезд — 19—29 апреля 1956, Палгхат;
- 5-й съезд — апрель 1958, Амритсар;
- 6-й съезд — апрель 1961, Виджаявада;
- 7-й съезд — 13—23 декабря 1964, Бомбей;
- 8-й съезд — февраль 1968, Патна;
- 9-й съезд — октябрь 1971, Кочин;
- 10-й съезд — 27 января — 2 февраля 1975, Виджаявада;
- 11-й съезд — 31 марта — 7 апреля 1978, Бхатинда;
- 12-й съезд — 22—28 марта 1982, Варанаси;
- 13-й съезд — 12—17 марта 1986, Патна;
- 14-й съезд — 6—12 марта 1989, Калькутта;
- 15-й съезд — 10—16 апреля 1992, Хайдарабад;
- 16-й съезд — 7—11 октября 1995, Нью-Дели;
- 17-й съезд — 14—19 сентября 1998, Ченнаи;
- 18-й съезд — 26—31 марта 2002, Тируванантапурам;
- 19-й съезд — 29 марта — 3 апреля 2005, Чандигарх;
- 20-й съезд — 23—27 марта 2008, Хайдарабад;
- 21-й съезд — 27—31 марта 2012, Патна;
- 22-й съезд — 25—29 марта 2015, Пондичерри;
- 23-й съезд — 25—29 апреля 2018, Коллам;
- 24-й съезд — 14—18 октября 2022, Виджаявада.

## Генеральные секретари
- Сачинанад Вишну Гхате[англ.] (1925—1933)
- Гангадхар Адхикари[англ.] (1933—1935)
- Пуран Чанд Джоши (1936 — март 1948)
- Бхалчандра Тримбак Ранадиве[англ.] (март 1948—1950)
- Чандра Раджишвара Рао (1950—1951)
- Аджой Кумар Гхош (1951—1962)
- Эламкулатх Мана Шанкаран Намбудирипад (апрель 1962 — январь 1963)
- Чандра Раджишвара Рао (декабрь 1964 — апрель 1990)
- Индраджит Гупта (апрель 1990—1996)
- Ардхенду Бхушан Бардхан (1996—2012)
- Сураварам Судхакар Редди (2012-2019)
- Дорайсами Раджа (2019-н.в.)